# 製品評価技術基盤機構
独立行政法人製品評価技術基盤機構（せいひんひょうかぎじゅつきばんきこう、英語: National Institute of Technology and Evaluation）は、経済産業省所管の独立行政法人。行政執行法人であるため、役職員は国家公務員である。略称はNITE（ナイト）。

## 沿革
- 製品検査業務の起源は、1928年に設立された商工省輸出絹織物検査所、1948年に設立された同省機械器具検査所など。
- 1984年、通商産業省（当時）の製品検査機関が統合され、通商産業検査所が設立された。
- 1995年、通商産業検査所から製品評価技術センターに改称。
- 2001年4月1日、製品評価技術センターから独立行政法人製品評価技術基盤機構に改組。

## 業務
工業製品などに関する技術上の評価や品質に関する情報の収集・提供などをその主たる業務としており、以下の各分野に関わる業務を行っている。
バイオテクノロジー分野
経済協力開発機構が公表しているOECDテストガイドラインに基づきNITE生物遺伝資源センター（NBRC）が微生物資源の収集・保存・分譲を行う。一般の微生物資源のほか、産業利用のための微生物を広く探索・収集し解析した塩基配列等の遺伝情報と共に広く一般に分譲している。産業利用が主目的であり、従来のカルチャーコレクションのような用途制限を設けていない。
海外の微生物についても、生物の多様性に関する条約第15条「遺伝資源の取得の機会」に則して、各国政府との間の条約上の手続きを経た上で、収集、提供を可能としている。
また、特許の対象となる微生物の寄託機関としての業務やカルタヘナ法第32条に基づく立入検査機関としての業務を行っている。
化学物質管理分野
化学物質管理に関する法令の施行支援や化学物質情報の収集・提供、化学物質のリスク評価、管理、コミュニケーション手法などの検討を行っている。
- 化学物質の審査及び製造等の規制に関する法律（化審法）については新規化学物質審査の支援業務。
- 特定化学物質の環境への排出量の把握等及び管理の改善の促進に関する法律（PRTR法）に関しては、事業者が届け出た化学物質の排出量データの集計などの業務。

化学物質の物性・安全性などのデータのデータベース（化学物質総合情報提供システム（CHRIP）など）の公開業務。
適合性認定分野
工業製品・原材料の試験所や標準物質の分析試験所、長さ・電圧などの計測機器の校正機関、標準物質生産者等に対して、その機関の能力の有無を第三者証明する（いわゆる認定）業務。
試験・校正結果や標準物質の特性値が国際的に受け入れられる相互承認制度（相互承認協定（MRA））の構築・維持を行う業務。
独立行政法人製品評価技術基盤機構認定センターでは、以下の認定制度を運営している。
- 極微量物質の分析試験所を認定する、計量法特定計量証明事業者認定制度（MLAP）。
- 計測機器の校正事業者を認定する、計量法校正事業者登録制度（JCSS）。
- 日本産業規格（JIS規格）の製品試験を行う試験事業者を認定する、産業標準化法試験事業者登録制度（JNLA）。
- 上記制度を補完する独自認定制度（製品評価技術基盤機構認定制度：ASNITE）。

製品安全分野
家庭用電気製品やガスコンロ、石油ストーブなどの消費生活用製品に関する事故の原因調査や安全テストを行い、事故原因や事故の可能性を明らかにして、製造事業者や消費者に情報提供を行うことにより事故の防止を図る業務。
福祉用具などの規格の開発業務。
国際評価技術分野
国の政策やその時々の社会ニーズに応じて、産業界に必要とされる技術支援を行う業務。現在は、大型蓄電池システムの試験・評価業務、電気保安行政への技術的支援業務の２つを軸に行っている。
- 大型蓄電池システムなどの今後成長が見込まれる分野において、先進的な技術・知見等を活用した評価技術の開発、国際標準の提案、認証基盤の整備業務。世界最大規模の試験施設（NLAB（エヌラブ）National LABoratory for advanced energy storage technologies）を大阪南港咲洲コスモスクエア地区に整備。
- 電気保安分野において、国民の安全の確保と安定的持続的な電気利用へ向けた行政及び事業者への技術支援業務。（スマート保安普及、詳報作成・公表システム、立入検査、電気工作物の事故実機調査等）。

## 組織
常勤職員数は約400名であり、東京、大阪、かずさ（千葉県木更津市）にある本部以外に全国に支所を有する。

### 本部
- 東京本部（東京都渋谷区西原2-49-10）
  - 本所と呼ばれている。全体の本部。
- 大阪本部（大阪府大阪市）
  - 製品安全センターの本部が所在する。
  - 国際評価技術本部　蓄電池評価センターなどが所在する。
- かずさ本部（千葉県木更津市）
  - バイオテクノロジーセンター、生物遺伝資源センター（NBRC）などが所在する。

### 支所
- 北海道支所（北海道札幌市）
- 東北支所（宮城県仙台市）
- 燃焼技術センター（群馬県桐生市）
- 北陸支所（石川県金沢市）
- 中部支所（愛知県名古屋市）
- 中国支所（広島県広島市）
- 四国支所（香川県高松市）
- 九州支所（福岡県福岡市）